# Menditte
Menditte település Franciaországban, Pyrénées-Atlantiques megyében. Lakosainak száma 207 fő (2022. január 1.). Menditte Gotein-Libarrenx, Idaux-Mendy, Ossas-Suhare, Roquiague és Sauguis-Saint-Étienne községekkel határos.

## Népesség
A település népességének változása:
| Lakosok száma | 191  | 192  | 325  | 200  | 200  | 204  | 204  | 206  | 207  |
|               | 2013 | 2015 | 2016 | 2017 | 2018 | 2019 | 2020 | 2021 | 2022 |